# جوع الواقع
جوع الواقع: البيان (بالإنجليزية: Reality Hunger: A Manifesto)‏ كتاب نقدي ضد الخيال للكاتب الأمريكي ديفيد شيلدز، نُشر عام 2010، مكتوب بأسلوب الكولاج، إذ يتضمن خلط اقتباسات للكاتب ومجموعة مقاطع من مصادر أخرى، ويتكون من 617 فقرة مدرجة تحت عنوان داخلي "المانيفستو"، يتوجه الكاتب إلى نقد الرواية منطلقًا من سؤال: "هل ماتت الرواية؟"، ويدعو عبر بيانه هذا إلى إنقاذ الواقع والتخلي عن الخيال والتأليف، إذ بات الواقع مفقودًا من وجهة نظره، ويتنبأ بحركة فنية جديدة تنتصر للواقع، يراها في قصيدة النثر وفي الأفلام شبه الوثائقية وشبه الروائية، كما يراها في فن الجرافيتي والموسيقى التجريبية، كما يعتقد أن الأمل الوحيد للأدب يتمثل في المقالة الغنائية وليس الرواية، وقد أدى بيانه هذا إلى جدل واسع وتناوله العديد من النقاد الأمريكيين والبريطانيين.